# Nội tiết tố do căng thẳng
Nội tiết tố do căng thẳng là những hóc môn được tiết ra trong các tình huống căng thẳng, để giải phóng năng lượng của cơ thể và chuẩn bị cho một tình huống "chiến đấu hay trốn chạy". Trong số này là những chất hóa học catecholamine (Adrenaline, Noradrenalin) hoặc Glucocorticoid (cortisol) được tiết ra từ tuyến thượng thận.

## Tình trạng căng thẳng
Ví dụ về các tình huống căng thẳng là, các bệnh tổng quát nghiêm trọng, đòi hỏi sức lực cao (thể thao chuyên môn), kích ứng quá mức (tiếng ồn) hoặc chấn thương tâm thần (mất người thân, sợ chết).

## Các loại nội tiết tố do căng thẳng
- Trong trường hợp căng thẳng nhất thời, cơ thể tiết ra các catecholamine như Adrenaline và Noradrenalin.
- Glucocorticoid như Cortisol được tiết ra trong trường hợp căng thẳng lâu dài. Ban đầu Corticotropin-releasing Hormone (CRH) được tiết ra, kích thích sự sản xuất Adrenocorticotropic hormone (ACTH). Chất này lại tạo nên Cortisol và kích thích sự phóng thích từ tuyến thượng thận.

Các yếu tố chính chịu trách nhiệm cho việc phát sinh ACTH là CRH, ngoài ra căng thẳng dưới bất kỳ hình thức nào cũng dẫn đến sự giải phóng arginine vasopressin (AVP) và kích hoạt hệ thần kinh giao cảm, cả hai đều thúc đẩy sự phóng thích ACTH.
Nồng độ prolactin trong huyết tương cũng tăng lên trong quá trình bị thử thách, ý nghĩa sinh lý vẫn còn chưa rõ ràng. Tương tự, β-endorphin có thể được phát hiện trong máu một thời gian ngắn sau khi bắt đầu căng thẳng.

### Công dụng
- Adrenaline tác dụng trong cơ thể con người lên cái gọi là adrenoceptor. Nó mở rộng đường hô hấp, có nghĩa là có thể hấp thụ nhiều oxy hơn. Hít thở nhanh, làm nhịp tim trở nên nhanh hơn và huyết áp tăng lên, do đó có thể bơm máu nhiều hơn qua cơ thể. Vì vậy, các cơ quan như tim, não, phổi và cơ được kích thích để làm việc mạnh mẽ hơn trong khi các cơ quan tiêu tốn nhiều năng lượng khác như đường tiêu hóa, da và các chi được giữ lại một thời gian (ví dụ như bàn tay trở nên lạnh hơn).[2]
- Noradrenaline cũng tác dụng lên adrenoceptor, đặc biệt là thụ thể α, ở mức độ thấp hơn đối với thụ thể β (tim, phổi), tác dụng kém hơn Adrenaline. Tuy nhiên vì là chất dẫn truyền thần kinh chính của hệ thần kinh giao cảm, nó hỗ trợ sự xuất hiện của lo lắng trong căng thẳng, và thông qua việc liên kết tình huống với cảm xúc, gia tăng sự chú ý và khả năng suy nghĩ.
- Cortisol cung cấp sự thích nghi hợp lý với các điều kiện môi trường hiện thời và cung cấp đủ glucose, vì stress cần rất nhiều năng lượng. Năng lượng này được tích lũy ngắn hạn bên trong bụng. Tuy nhiên khi căng thẳng lâu dài, cortisol sẽ gây ra những ảnh hưởng xấu như mô mỡ bên trong bụng, làm thèm ăn làm cho mập, tăng huyết áp, giảm khả năng miễn dịch, làm loãng xương.

## Tâm sinh lý
Mô hình căng thẳng tâm sinh lý của Henry mô tả các phản ứng kích thích khác nhau tùy thuộc vào tình trạng căng thẳng. Theo đó, mỗi căng thẳng trong vỏ não trước trán gây ra một phản ứng sinh lý cụ thể, có hậu quả sinh dưỡng tương ứng: Nếu tình cảm hiện tại là sợ hãi, cùng với hành vi trốn chạy, lượng adrenaline tăng rõ ràng. Trong chiến đấu hoặc những nỗ lực tương tự có liên quan đến cảm xúc giận dữ ban đầu, lượng noradrenaline và testosterone đặc biệt tăng lên. Trong trường hợp trầm cảm, có thể liên quan đến mất kiểm soát và bị lệ thuộc, mặt khác, nhiều cortisol và ít testosterone được tiết ra. Đối với người lớn tuổi bị bệnh Đái tháo đường type 2 mỗi lần bị stress lượng Coetisol sinh ra nhiều khiến chỉ số đường huyết tăng lên rất cao , bình quân # 3 mol trong 2 giờ đầu # 1 mol sau 8 giờ